# استان ریونه
استان ریونه (به اوکراینی: Рівненська область) از استان‌های اوکراین است. مرکز این استان شهر ریونه می‌باشد. مساحت این استان ۲۰٬۱۰۰ کیلومتر مربع و جمعیت آن (در ۱ می ۲۰۰۴) ۱٫۲ میلیون نفر بوده‌است.

## نگارخانه

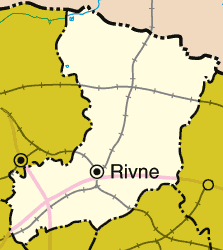
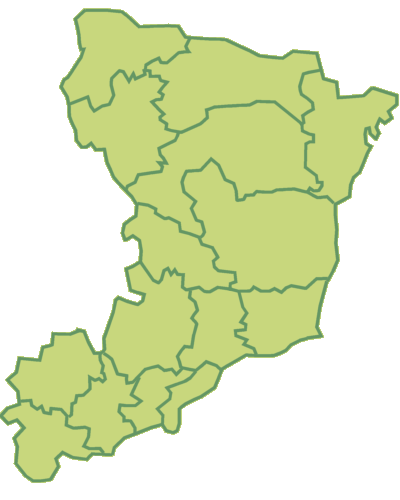